# Stay Gold (Steady&Co.の曲)
『Stay Gold』（ステイ・ゴールド）は、Steady&Co.の1枚目のシングルである。2001年7月18日発売。発売元はワーナーミュージック・ジャパン。
トラックは1988年に発売されたジェーンズ・アディクションのJane Saysをサンプリングしている。
プロモーションの一環でフジテレビ系列の『HEY!HEY!HEY! MUSIC CHAMP』に出演した。

## 収録曲
1. Stay Gold
2. Pass da Mic
3. Mellow Jam

## 収録アルバム

### Stay Gold
- オリジナル『CHAMBERS』（2001年11月28日）

### Pass da Mic
- オリジナル『CHAMBERS』（2001年11月28日）